# Oskar Kumpu
Oskar Wiljam Kumpu, wcześniej Forsell (ur. 29 stycznia 1889 wcAskoli, zm. 25 czerwca 1935 w Ołońcu) – zapaśnik reprezentujący Finlandię. Olimpijczyk ze Sztokholmu 1912, gdzie zajął szesnaste miejsce w wadze półciężkiej.
Zajął szóste miejsce na mistrzostwach świata w 1911 roku. Mistrz kraju w 1917; drugi w 1916; trzeci w 1914 roku.

## Letnie Igrzyska Olimpijskie 1912
| Konkurencja             | Rundy eliminacyjne  | Rundy eliminacyjne  | Klas. końcowa |
| Konkurencja             | Przeciwnik I        | Przeciwnik II       | Miejsce       |
| ----------------------- | ------------------- | ------------------- | ------------- |
| 82,5 kg styl klasyczny. | Oreste Arpè (ITA) P | Peter Öhler (GER) P | 16.           |